# Susanne Bliemel
Susanne Bliemel (* 1968 in Schwerin, DDR) ist eine deutsche Lehrerin, Radiomoderatorin und niederdeutsche Autorin.

## Leben
Bliemel studierte Germanistik und Slavistik in Güstrow, in Odessa in der Ukraine und in Greifswald.
Nach dem Studium unterrichtete Bliemel als Lehrerin. Von 1998 bis 2004 war sie Studienleiterin am Landesinstitut für Schule und Ausbildung des Landes Mecklenburg-Vorpommern. Außerdem arbeitete sie 15 Jahre als Niederdeutschbeauftragte des Landes sowie als Beauftragte für die Umsetzung des Programms „Meine Heimat – Mein modernes Mecklenburg-Vorpommern“. Sie lebt heute als freiberufliche Autorin, Übersetzerin, Sprach- und Kulturvermittlerin in Mecklenburg.
Seit dem Jahr 2001 ist Bliemel bei NDR 1 Radio MV tätig und moderiert dort unter anderem, gemeinsam mit Thomas Lenz, die plattdeutsche Radiosendung De Plappermoehl. Sie tritt auch als Livemoderatorin bei Veranstaltungen, wie „25 Jahre Landurlaub in Mecklenburg-Vorpommern“ des Landestourismusverbandes, auf. Des Weiteren widmet sie sich der Pflege der Niederdeutschen Sprache, schreibt plattdeutsche Geschichten und übersetzt hochdeutsche Bücher in das Niederdeutsche.
Susanne Bliemel hat zwei Töchter.

## Auszeichnungen
- 2020: Fritz-Reuter-Preis der Carl-Toepfer-Stiftung Hamburg – für ihren pädagogischen, journalistischen und politischen Einsatz für die niederdeutsche Sprache[7]
- 2021: Unkel-Bräsig-Preis – als Anerkennung für ihre Arbeit für das Niederdeutsche[8]
- 2023: Preis der Stiftung Mecklenburg – für ihre besonderen Verdienste um die Bewahrung und Vermittlung mecklenburgischen Kulturerbes, insbesondere der plattdeutschen Sprache[9]

## Werke
- Wenn de Gott oewer nu’n Lock hett. Plattdeutsche Geschichten, Hinstorff Verlag, Rostock 2012, ISBN 978-3-356-01526-3.
- Stephan Bliemel: Kaspar un de Klabauterkatt. Ins Niederdeutsche übertragen von Susanne Bliemel, Bilder von Peter Bauer, Hinstorff Verlag, Rostock 2013, ISBN 978-3-356-01591-1.
- Dat wier de Nachtigall un nich de Uhl … Plattdeutsche Geschichten. Hinstorff Verlag, Rostock 2017, ISBN 978-3-356-02149-3.
- Bananen vör de Sœgen … Plattdeutsche Geschichten aus Norddeutschland. Hinstorff Verlag, Rostock 2020, ISBN 978-3-356-02326-8.
- Nieges ut Hoppenhagen. Bilder von Silke Herr, Hinstorff Verlag, Rostock 2023, ISBN 978-3-356-02484-5.

Übersetzungen ins Niederdeutsche
- Ünnerwägens in de Hansetiet: de Abrafaxe up platt. Mosaik Steinchen für Steinchen Verlag, Berlin 2022, ISBN 978-3-86462-248-9.
- De Schatz von de Likedeelers: de Abrafaxe up platt. Mosaik Steinchen für Steinchen Verlag, Berlin 2022, ISBN 978-3-86462-249-6.

Tonträger
- De Mallbüdel – de 100 besten Witze ut de Plappermœhl. NDR 1 Radio MV. Es erzählen die Plappermöller, u. a. Susanne Bliemel, Tennemann Media, Schwerin 2007.
- De niege Mallbüdel: miehr Witze ut „De Plappermoehl“. NDR 1 Radio MV. Es erzählen die Plappermöller: Susanne Bliemel, Marianne Meier und Norbert Bosse, Tennemann Media, Schwerin 2012, ISBN 978-3-941452-24-4.
- Rudolf Tarnow – Mötst di nich argern. Hörbuch u. a. gelesen von Susanne Bliemel, Tennemann Media, Schwerin 2018, ISBN 978-3-941452-54-1.
- Kaspar un de Klabauterkatt. Plattdeutsches Hörbuch für Kinder. Gelesen von Susanne Bliemel unter der Regie von Rainer Schobeß, Hinstorff Verlag, Rostock 2020, ISBN 978-3-356-02295-7.